# 蓬田村
蓬田村（よもぎたむら）は、青森県東津軽郡の南部に位置する村。東青地域に属する。3組の飛び地を有する自治体と接する。

## 地理
西に大倉岳があり北津軽郡との境となっている。村内を蓬田川等の河川が西から東に流れ、陸奥湾に至る。
- 山

大倉岳(677m), 赤倉岳(563m), 袴腰岳(628m)
- 河川

阿弥陀川、蓬田川、広瀬川、瀬辺地川、長科川
- 平野

蓬田平野

### 隣接している自治体
- 青森市
- 五所川原市
- 東津軽郡外ヶ浜町
- 北津軽郡中泊町

## 歴史

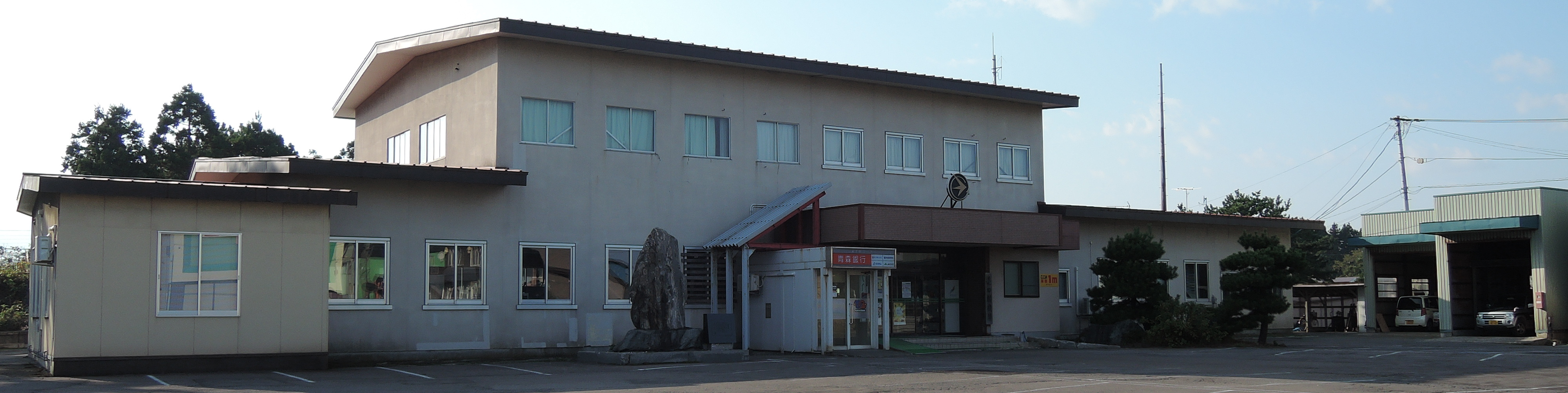
旧村役場（2014年）

- 1889年（明治22年）4月1日 - 町村制の施行により、東津軽郡蓬田村、長科村、中沢村、阿弥陀川村、郷沢村、瀬辺地村及び広瀬村を廃し、その区域をもって東津軽郡蓬田村を設置する。
- 2025年（令和7年）8月12日 - 村役場新庁舎移転[2][4]。

## 行政
- 村長：久慈修一（くじしゅういち）（3期）（任期：2025年（令和7年）11月8日）
- 村議会：定数8人

## 産業

### 漁業
- 蓬田漁港
- 瀬辺地漁港
- ホタテガイの養殖が盛ん

### 農業
- 稲作
- トマト（桃太郎、津軽の雫、北の雅、よもぎたbaby baby）
- 寒じめちぢみほうれん草

### 畜産業
- 蓬田牛
- 採卵養鶏

### 郵便

#### 直営郵便局
- 陸奥蓬田郵便局（84171）

#### 簡易郵便局
- 広瀬簡易郵便局（84726）

※ 集配業務は青森西郵便局が担当。

## 地域

### 人口
平成27年国勢調査より前回調査からの人口増減をみると、11.46％減の2,896人であり、増減率は県下40市町村中31位。
| |                                        |  |
| 蓬田村と全国の年齢別人口分布（2005年） | 蓬田村の年齢・男女別人口分布（2005年） |  |
| ■紫色 ― 蓬田村 ■緑色 ― 日本全国 | ■青色 ― 男性 ■赤色 ― 女性              |  |
| 蓬田村（に相当する地域）の人口の推移 \| 1970年（昭和45年） \| 4,771人 \| \| \| 1975年（昭和50年） \| 4,371人 \| \| \| 1980年（昭和55年） \| 4,360人 \| \| \| 1985年（昭和60年） \| 4,275人 \| \| \| 1990年（平成2年） \| 4,052人 \| \| \| 1995年（平成7年） \| 3,786人 \| \| \| 2000年（平成12年） \| 3,480人 \| \| \| 2005年（平成17年） \| 3,405人 \| \| \| 2010年（平成22年） \| 3,271人 \| \| \| 2015年（平成27年） \| 2,896人 \| \| \| 2020年（令和2年） \| 2,540人 \| \| |                                        |  |
| 総務省統計局 国勢調査より |                                        |  |
| 1970年（昭和45年） | 4,771人                                |  |
| 1975年（昭和50年） | 4,371人                                |  |
| 1980年（昭和55年） | 4,360人                                |  |
| 1985年（昭和60年） | 4,275人                                |  |
| 1990年（平成2年） | 4,052人                                |  |
| 1995年（平成7年） | 3,786人                                |  |
| 2000年（平成12年） | 3,480人                                |  |
| 2005年（平成17年） | 3,405人                                |  |
| 2010年（平成22年） | 3,271人                                |  |
| 2015年（平成27年） | 2,896人                                |  |
| 2020年（令和2年） | 2,540人                                |  |

### 医療・福祉
- 蓬田村診療所
- グリーン歯科クリニック
- 特別養護老人ホーム 蓬生園
- グループホーム蓬田
- グループホーム玉松
- 障害者就労継続支援（A型）事業所「希望」蓬田

### 教育

#### 小学校
- 蓬田村立蓬田小学校

#### 中学校
- 蓬田村立蓬田中学校

### 金融
- 青森農業協同組合（JA青森）蓬田支店（JAバンク）
- 蓬田漁業協同組合

## 交通

### 鉄道
- 東日本旅客鉄道（JR東日本）
  - 津軽線：中沢駅（所在地は青森市） - 蓬田駅 - 郷沢駅 - 瀬辺地駅

このほか北海道旅客鉄道（JR北海道）が運営する北海道新幹線が村内を経由しているが、駅や信号場は設置されていない。

### 道路
- 国道280号

## 名所・旧跡・観光・催事
- 玉松海水浴場
- 玉松海まつり
- たままつ海の情報館
- 蓬田城趾
- 小館史跡
- よもぎ温泉
- 大倉岳
- 袴腰岳
- 蓬田村郷土史料館
- 文化伝承館
- 物産館 マルシェ蓬田
- 村の駅 よもっと

## 出身有名人
- 上田信 - イラストレーター
- 武井宏之 - 漫画家
- 八戸亮 - 俳優
- 藤田貴大 - ラグビー選手
- YASS(Yellow Cherry) - ミュージシャン